# Podlog v Savinjski Dolini
Podlog v Savinjski Dolini je naselje u slovenskoj Općini Žalecu. Podlog v Savinjski Dolini se nalazi u pokrajini Štajerskoj i statističkoj regiji Savinjskoj. 

## Stanovništvo
Prema popisu stanovništva iz 2002. godine naselje je imalo 288 stanovnika.